# INSIDE (コンピュータゲーム)
『INSIDE』はPlaydeadによって開発されたパズルプラットフォーマーアドベンチャーゲームである。2016年にPlayStation 4やXbox One、Microsoft Windowsで発売され、2017年12月にiOS、2018年6月にNintendo Switchで発売された。macOS版は2020年6月に発売された。プレイヤーはディストピアのような世界で少年を操作して、周囲のパズルを解き、死を避ける。Playdeadの2010年のゲームである『LIMBO』に続く作品であり、同様の2.5Dゲームプレイを特徴としている。
Playdeadは『LIMBO』の販売後間もなく、『LIMBO』の自作ゲームエンジンを使って『INSIDE』の開発を始めた。その後開発チームは開発をより平易にするためUnityに切り替え、さらに自前のレンダリングルーチンを加えることで特徴的な見た目を生み出した。このレンダリングルーチンはのちにオープンソース として公開された。このプロジェクトはデンマーク国立映画機関からゲームに対する資金提供枠で100万ドルの資金援助を受けている。『INSIDE』はマイクロソフトのE3 2014のカンファレンスで発表され、2015年発売予定としたが、さらなる作り込みのため2016年に発売延期となった。
『INSIDE』は批評家の賞賛を得た。批評家は『LIMBO』から改良されたと述べ、美術表現や世界観、ゲームプレイを賞賛したが、難易度の側面を批判した。『INSIDE』はゲーム・オブ・ザ・イヤーを含む数多くの賞にノミネートされ、いくつかのインディゲームを対象とした賞においてその技術的達成が認められた。『INSIDE』は『LIMBO』と同様に、史上最も優れたゲームの一つとして挙げられるようになった。

## ゲームプレイ
『INSIDE』はパズルプラットフォーマーゲームである。プレイヤーキャラクターは名前のない少年で、2.5Dゲームとして描写された超現実的でほとんどモノクロの世界を探検する。『INSIDE』は暗く、プレイヤーと周りの特定の部分が目立つようにするために色が控えめに使われている。また、少年の声や犬の吠える声、装置、効果音といった時々鳴る音楽の合図を除いてほぼ無音である。プレイヤーは歩いたり、走ったり、泳いだり、登ったりする少年を操作し、ゲーム中で障害物を乗り越えて前進するために物体を使う。少年は一部のパズルを解くために、死体をコントロールする能力を得る。『IGN』のMarty Slivaはこのメカニクスを『The Swapper』の類似するメカニクスと比較した。ゲーム中の様々な場所で、プレイヤーは光る球体がある隠し部屋を発見するかもしれない。始めから終わりまでプレイする間にすべての球体を停止すると、ゲームのもう一つのエンディングが解除される。
少年は麻酔銃で撃たれたり、犬に襲われたり、警備用の機械に捕まったり、衝撃波にばらばらに吹き飛ばされたり、溺れたりなどの様々な方法で死ぬ。前作のゲームである『LIMBO』のように、これらの死は以前よりもかなり現実的に、しばしば生々しく表現され、ESRBレイティングについて、『LIMBO』のT（13歳以上）とは対照的に『INSIDE』はM（17歳以上）となった。少年が死ぬとゲームは直近のチェックポイントから再開する。

## プロット
少年は岩の斜面を滑り降りる。森を走る間、懐中電灯を持ってマスクをした見張りやスポットライトを積んだ車、獰猛な番犬に遭遇する。見張りから逃げ、それから障害物が設置され、車と見張りが増えた道を横切り、寄生虫により豚が荒々しく走っている農場に向かう。少年は農場の動物と機器を使って、打ち捨てられたように見える都市へ逃げる。都市ではゾンビのような人間の列がマインドコントロールにより動かされる。都市の向こうには、水浸しの部屋がある大きな工場や衝撃波が届く中庭、科学者が水中で肉体について実験をする実験室環境がある。
これらの場所を横切る間、生気のない灰色の肉体を操るため、少年はマインドコントロールヘルメットを使う。この肉体は小型トラックと犬を制御する組織で労働するために作られたように見える。少年はついに水中のセイレーンのような生き物に出会う。その生き物は少年に器具を取り付け、少年は水中で呼吸できるようになる。
事務所と研究室を通り、少年は科学者が大きな球状の部屋を観察しているのを見る。少年はその部屋に入り、大きな塊のような生き物であるハドルを発見する。ハドルは人間に似た手足でできていて、4つの制御ケーブルにつながれている。制御ケーブルを切り離した後、少年はハドルに取り込まれる。
ハドルは監禁状態から逃げ、事務所中を突進し、進む途中で複数の科学者を殺す。科学者は別のタンクにハドルを閉じ込めるが、ハドルは再び逃げ出し、木の壁を壊す。ハドルは森の中の坂を転がり落ち、草で覆われた海岸線で止まる。海岸線は光に照らされている。

### もう一つのエンディング
プレイヤーが様々な地下壕に隠された光る球体を停止させると、少年は地下壕の一つに戻り、新たな場所に立ち入る。少年は一揃いのコンピューターとマインドコントロールヘルメットのある場所に到着する。コンピューターとヘルメットは近くのソケットから電力を供給されている。少年はソケットからプラグを引き抜き、それと同時に少年はゾンビと同じ姿勢になり、少ししてゲームが終了する。

### 仮説
記者とプレイヤーはゲームのメインエンディング（ハドルの解放）ともう一つのエンディングについて複数の異なる仮説を挙げた。
ある仮説は少年がゲームのほとんどでハドルに操られていて、ハドルを解放する手助けをさせられたと憶測する。『Eurogamer』のJeffrey Matulefによると、少年を危険にさらし、ハドルを解放するため、ハドルを閉じ込めているタンクに疑い無しに入らせたように、ハドルが磁力のように引き付けているという印象を『INSIDE』は与える。プレイヤーはこの仮説についてもう一つのエンディングを選ぶことはハドルの目的とは逆に作用し、コンピューターのプラグを抜く行動はハドルが少年を操っていることから解放することになると推測した。同じような仮説では、科学者の一部はハドルが施設から逃げるのを支援しているように見えるため、少年が一人かそれ以上の科学者によって操られているとする。この仮説において、少年がハドルを解放するときにその資質がハドルに吸収されるため、科学者は力と知性を得るように少年に数多くの危険な出来事を経験させ、科学者に対するハドルの危険な態度を助長する。
もう一つのエンディングにおけるよりメタフィクション的な解釈はプレイヤーエージェンシーという概念に基づく。この解釈はプレイヤーの中で最も人気であると考えられる。Matulefはこの仮説を「プレイヤーが代理で行使している反逆する力によって少年が操られていること」と要約する。『PC Gamer』のTim Clarkによると、最後の場所でプラグを引き抜く行動は『マトリックス』の概念に類似している。もう一つのエンディングの場所はメインエンディングを知るプレイヤーだけが知っていて、ハドルや科学者は知らないとMatulefは説明する。ゲームのメインエンディングを知った上でもう一つのエンディングを成し遂げることは、「表面上は少年やハドル、実施されているすべての冷酷な実験に終止符を打つ」というゲームの結論に到達することである。

## 開発
Playdeadは2010年6月にモノクロの『LIMBO』を販売した。『LIMBO』は高い評価を得て、100万本超を売り上げた。販売後数ヶ月のうちに、Playdeadは「Project 2」という仮称で2つ目のゲームの開発を始めた。『LIMBO』の精神的な後継作品として、『INSIDE』は『LIMBO』の開発から有用なものを再利用した。『INSIDE』はより「クレイジー」で「奇妙」で3Dであるが、2つのゲームは似ているとPlaydeadは述べた。デンマーク国立映画機関はゲームに対する資金提供枠で100万ドルを提供した。
Playdeadは『LIMBO』で自作ゲームエンジンを構築したが、仕事量を減らすためUnityを選択した。Playdeadは時間的アンチエイリアスフィルターをUnityのために制作し、「temporal reprojection」と名前を付け、『INSIDE』に特徴的な見た目を生み出した。2016年3月にPlaydeadはオープンソースライセンスのもとでそのソースコードを公開した。
ゲームの最後にプレイヤーが操作する肉体の部位の混合物であるハドルは2010年からのアイデアで、2010年にアニメーターのAndreas Normand GrøntvedはPlaydeadに加入し、アーティストのMorten Bramsenによる絵をもとに予備的に動画にした。Bramsenのハドルの絵はゲーム開発中に視覚的性質とアートスタイルの大部分を牽引する役割を果たした。絵を動画にするため、『もののけ姫』で猪神からタタリ神となったナゴの守の動きやゲーム『Gish』のメインキャラクターの柔らかくて湿った様子、クラウド・サーフィング中の人間の動きをGrøntvedは発想のもとにした。Grøntvedは最初の動画を改良し、形状を平易にしたハドル・ポテトと呼ぶものを使い、この生き物がどのように動き、どのように周囲と相互に作用するかを明示した。ほとんどの他のゲームにおける動画は物理演算エンジンであらかじめ決められた骨格の動きを組み合わせたものに基づくが、ハドルはほぼすべて自作の物理演算モデルで動かす必要があった。この物理演算モデルはThomas Krogにより開発され、Lasse Jon Fulgsang PedersenやSøren Trautner Madsen、Mikkel Bøgeskov Svendsenにより実装された。このモデルはハドルの中心に26体シミュレーションを使い、プレイヤーの方向とその場の環境に基づいた力積の網状組織により動き、狭い空間に入るような状況などで必要なときにハドルが自身を設定し直すことができるようにした。次にあらかじめ決められた動きとともに6つの腕と6つの足を加えた。この動きは本体のシミュレーションで力積を動かす際にも役立つ。ハドルの皮膚はJohn Isaacsの彫像と、Jenny Savilleとレンブラントの絵画から借用したアートスタイルを組み合わせたものである。声と体の音は有名なデンマークとオーストリアの劇団SIGNAが演じた。
マイクロソフトは『INSIDE』をE3 2014の記者会見で発表した。これより前に、『INSIDE』はPlayStation 3やOS Xを含めて、マイクロソフトではない機種で発売が予定されていた。Playdeadは告知イベントと発売の間がほぼなくなるように故意に4年遅らせた。『IGN』のRyan McCaffreyはこの発表はマイクロソフトがインディーゲームの開発に取り組む兆候であると書き、この年で一番驚いたことであると述べた。のちにPlaydeadはさらなる改良のため2015年はじめ頃の発売予定から延期したが、発売予定時期を提供しなかった。体験版は2015年8月のPAX Primeの前にマイクロソフトのイベントで準備された。延期に伴いPlaydeadは最初にXbox OneとMicrosoft Windowsのみで発売する予定だったが、将来的に他の機種に関心があると示した。
Playdeadは『INSIDE』の発売日をE3 2016で発表し、期間限定の販売促進として、発売に先立って無料で『LIMBO』をダウンロードできるようにした。『INSIDE』は2016年6月29日にXbox Oneで、7月7日にSteamを通してWindowsで発売された。他の機種への移植が続いた。PlayStation 4版は8月23日に、iOS版は2017年12月15日に発売され、Nintendo Switch版は『LIMBO』の発売と同時に2018年6月28日に発売された。505 Gamesは『INSIDE』と『LIMBO』の2作を同梱したXbox OneとPlayStation 4向けのソフトを2017年9月に発売した。
Playdeadはiam8bitやAbyss Creations（リアルドールの製造業者）と組んで、PlayStation 4向けの特別版を制作した。特別版には追加の絵と一緒にハドルのシリコン製の再現品が含まれている。特別版の同梱物は2018年に一部明らかにされ、販売されたが、2019年12月にすべての同梱物が明かされた。

## 音楽
Martin Stig AndersenはSØS Gunver Rybergと『INSIDE』のサウンドトラックを作曲、デザインし、『LIMBO』と同じように再び参加した。Andersenは1980年代のB級ホラー映画から着想した。B級ホラー映画はよくシンセサイザーを使ったが、Andersenはシンセサイザーを使って実際のサウンドトラックを作曲したいとは考えていなかった。その代わり、人間の頭蓋骨を通して音をルーティングし、その結果を録音する「骨伝導音」で音楽を制作した。骨伝導音は『INSIDE』の視覚的な表現をたびたび補完する「陰鬱でぞっとする感じ」を生み出した。
『INSIDE』は視覚と聴覚によるヒントを配置されているパズルがあり、ゲームプレイと音声が綿密に統一されている。Andersenは『LIMBO』のときと比べて、ゲームプレイ開発者とより密接に作業をする必要があった。これにより、音声と結びついた視覚要素を追加することが可能になった。呼吸と連動した少年の胸の動きは、場所に応じて穏やかであったり慌てていたりといった差異により、Andersenが自分の呼吸で制作した効果音に連動し、ゲーム中で少年がいる場所により呼吸自体が影響されているとAndersenは述べた。全体的な構造とストーリー展開について音楽がムードの緊張を高める場面をデザインチームが提供したとAndersenは示唆した。

## 評価
ゲームのレビュー収集サイトであるMetacriticによると『INSIDE』は世界的に絶賛された。批評家は『LIMBO』の価値ある後継作品として引けを取らないと評した。しかしながら、試行錯誤するゲームプレイは批判された。『INSIDE』は『Polygon』と『IGN』において2016年に発売されたゲームのうち最も期待されたゲームの一つであった。E3 2016のプレビューで『IGN』のMarty Slivaは『INSIDE』を「Super『LIMBO』」、すなわち任天堂がファミリーコンピュータをスーパーファミコンにしたのと同じように、Playdeadの最初のゲームを新しいタイトルに磨きをかけ、改良したとみなした。『Kotaku』のKirk Hamiltonは『INSIDE』についてPlaydeadが『LINBO』で成功したことを「進化」させたと考えた。『USgamer』のJaz Rignallは『INSIDE』を事前にプレイし、自分がプレイした中で最良のパズルプラットフォーマーの一つであり、前作よりいっそう良いと書いた。

## 表彰
『INSIDE』はUnity Awards 2016で「Golden Cube」と「Best Desktop/Console Game」を受賞し、Giant Bomb 2016 Game of the Year Awardsで「Best-Looking Game」も受賞し、「Best Moment or Sequence」にノミネートされた。Edge Awards 2016で「Best Audio Design」を受賞したが、「Best Visual Design」や「Best Storytelling」、「Studio of the Year」で2位、「Game of the Year」で3位となった。
| 発表年 | 賞                                             | 部門                                      | 結果       | 出典          |
| ------ | ---------------------------------------------- | ----------------------------------------- | ---------- | ------------- |
| 2016   | Game Critics Awards 2016                       | Best Independent Game                     | 受賞       | [ 76 ]        |
| 2016   | Golden Joystick Awards 2016                    | Best Original Game                        | ノミネート | [ 77 ] [ 78 ] |
| 2016   | Golden Joystick Awards 2016                    | Best Visual Design                        | ノミネート | [ 77 ] [ 78 ] |
| 2016   | Golden Joystick Awards 2016                    | Best Audio                                | ノミネート | [ 77 ] [ 78 ] |
| 2016   | Golden Joystick Awards 2016                    | Best Indie Game                           | ノミネート | [ 77 ] [ 78 ] |
| 2016   | Golden Joystick Awards 2016                    | Best Gaming Moment (The Ending)           | ノミネート | [ 77 ] [ 78 ] |
| 2016   | Golden Joystick Awards 2016                    | Game of the Year                          | ノミネート | [ 77 ] [ 78 ] |
| 2016   | Golden Joystick Awards 2016                    | Xbox Game of the Year                     | ノミネート | [ 77 ] [ 78 ] |
| 2016   | The Game Awards 2016                           | Game of the Year                          | ノミネート | [ 79 ] [ 80 ] |
| 2016   | The Game Awards 2016                           | Best Narrative                            | ノミネート | [ 79 ] [ 80 ] |
| 2016   | The Game Awards 2016                           | Best Art Direction                        | 受賞       | [ 79 ] [ 80 ] |
| 2016   | The Game Awards 2016                           | Best Music/Sound Design                   | ノミネート | [ 79 ] [ 80 ] |
| 2016   | The Game Awards 2016                           | Best Independent Game                     | 受賞       | [ 79 ] [ 80 ] |
| 2017   | 20th Annual D.I.C.E. Awards                    | Game of the Year                          | ノミネート | [ 81 ]        |
| 2017   | 20th Annual D.I.C.E. Awards                    | Adventure Game of the Year                | ノミネート |               |
| 2017   | 20th Annual D.I.C.E. Awards                    | D.I.C.E. Sprite Award                     | 受賞       |               |
| 2017   | 20th Annual D.I.C.E. Awards                    | Outstanding Achievement in Animation      | ノミネート |               |
| 2017   | 20th Annual D.I.C.E. Awards                    | Outstanding Achievement in Art Direction  | 受賞       |               |
| 2017   | 20th Annual D.I.C.E. Awards                    | Outstanding Achievement in Game Design    | ノミネート |               |
| 2017   | 20th Annual D.I.C.E. Awards                    | Outstanding Achievement in Game Direction | 受賞       |               |
| 2017   | 20th Annual D.I.C.E. Awards                    | Outstanding Achievement in Sound Design   | ノミネート |               |
| 2017   | 20th Annual D.I.C.E. Awards                    | Outstanding Achievement in Story          | ノミネート |               |
| 2017   | National Academy of Video Game Trade Reviewers | Camera Direction in a Game Engine         | 受賞       | [ 82 ]        |
| 2017   | Independent Games Festival 2016                | Seumas McNally Grand Prize                | ノミネート | [ 3 ] [ 83 ]  |
| 2017   | Independent Games Festival 2016                | Excellence in Audio                       | ノミネート | [ 3 ] [ 83 ]  |
| 2017   | Independent Games Festival 2016                | Excellence in Visual Art                  | ノミネート | [ 3 ] [ 83 ]  |
| 2017   | Game Developers Choice Awards 2016             | Game of the Year                          | ノミネート | [ 2 ] [ 3 ]   |
| 2017   | Game Developers Choice Awards 2016             | Best Audio                                | 受賞       | [ 2 ] [ 3 ]   |
| 2017   | Game Developers Choice Awards 2016             | Best Design                               | ノミネート | [ 2 ] [ 3 ]   |
| 2017   | Game Developers Choice Awards 2016             | Best Narrative                            | ノミネート | [ 2 ] [ 3 ]   |
| 2017   | Game Developers Choice Awards 2016             | Best Visual Art                           | 受賞       | [ 2 ] [ 3 ]   |
| 2017   | Game Developers Choice Awards 2016             | Innovation Award                          | ノミネート | [ 2 ] [ 3 ]   |
| 2017   | 2017 SXSW Gaming Awards                        | Excellence in Design                      | ノミネート | [ 84 ] [ 85 ] |
| 2017   | 2017 SXSW Gaming Awards                        | Excellence in Art                         | ノミネート | [ 84 ] [ 85 ] |
| 2017   | 2017 SXSW Gaming Awards                        | Excellence in Animation                   | ノミネート | [ 84 ] [ 85 ] |
| 2017   | 2017 SXSW Gaming Awards                        | Excellence in SFX                         | ノミネート | [ 84 ] [ 85 ] |
| 2017   | 13th British Academy Games Awards              | Best Game                                 | ノミネート | [ 86 ] [ 87 ] |
| 2017   | 13th British Academy Games Awards              | Artistic Achievement                      | 受賞       | [ 86 ] [ 87 ] |
| 2017   | 13th British Academy Games Awards              | Audio Achievement                         | ノミネート | [ 86 ] [ 87 ] |
| 2017   | 13th British Academy Games Awards              | Game Design                               | 受賞       | [ 86 ] [ 87 ] |
| 2017   | 13th British Academy Games Awards              | Music                                     | ノミネート | [ 86 ] [ 87 ] |
| 2017   | 13th British Academy Games Awards              | Narrative                                 | 受賞       | [ 86 ] [ 87 ] |
| 2017   | 13th British Academy Games Awards              | Original Property                         | 受賞       | [ 86 ] [ 87 ] |
| 2018   | 2018 Webby Awards                              | Action                                    | 受賞       | [ 88 ]        |
| 2018   | 2018 Webby Awards                              | Best Game Design                          | ノミネート | [ 88 ]        |
| 2018   | 2018 Webby Awards                              | Best Music/Sound Design                   | ノミネート | [ 88 ]        |
| 2018   | 2018 Webby Awards                              | Best User Experience (People's Voice)     | 受賞       | [ 88 ]        |
| 2018   | 2018 Webby Awards                              | Best Visual Design                        | 受賞       | [ 88 ]        |
| 2018   | 2018 Webby Awards                              | Best Writing                              | ノミネート | [ 88 ]        |
| 2018   | 2018 Webby Awards                              | Puzzle                                    | ノミネート | [ 88 ]        |